# Moreno Rutten
Moreno Rutten ('s-Hertogenbosch, 28 aprile 1993) è un calciatore olandese, difensore del Wezel Sport.

## Carriera

### Club
Ha giocato nella prima divisione olandese.

### Nazionale
Ha giocato nelle nazionali giovanili olandesi Under-15, Under-17 ed Under-18.

## Statistiche

### Presenze e reti nei club
Statistiche aggiornate al 27 settembre 2017.
| Stagione         | Squadra          | Campionato       | Campionato | Campionato | Coppe nazionali | Coppe nazionali | Coppe nazionali | Coppe continentali | Coppe continentali | Coppe continentali | Altre coppe | Altre coppe | Altre coppe | Totale | Totale | Totale |
| Stagione         | Squadra          | Comp             | Pres       | Reti       | Comp            | Pres            | Reti            | Comp               | Pres               | Reti               | Comp        | Pres        | Reti        | Pres   | Reti   |        |
| ---------------- | ---------------- | ---------------- | ---------- | ---------- | --------------- | --------------- | --------------- | ------------------ | ------------------ | ------------------ | ----------- | ----------- | ----------- | ------ | ------ | ------ |
| 2012-2013        | Den Bosch        | ED               | 30         | 1          | CO              | 4               | 0               | -                  | -                  | -                  | -           | -           | -           | 34     | 1      |        |
| 2013-2014        | Den Bosch        | ED               | 33+2       | 0          | CO              | 1               | 0               | -                  | -                  | -                  | -           | -           | -           | 36     | 0      |        |
| 2014-2015        | Den Bosch        | ED               | 29         | 0          | CO              | 0               | 0               | -                  | -                  | -                  | -           | -           | -           | 29     | 0      |        |
| Totale Den Bosch | Totale Den Bosch | Totale Den Bosch | 92+2       | 1          |                 | 5               | 0               |                    | -                  | -                  |             | -           | -           | 99     | 1      |        |
| 2015-2016        | VVV-Venlo        | ED               | 30+1       | 0          | CO              | 0               | 0               | -                  | -                  | -                  | -           | -           | -           | 31     | 0      |        |
| 2016-2017        | VVV-Venlo        | ED               | 24         | 2          | CO              | 1               | 0               | -                  | -                  | -                  | -           | -           | -           | 25     | 2      |        |
| 2017-2018        | VVV-Venlo        | E                | 6          | 0          | CO              | 0               | 0               | -                  | -                  | -                  | -           | -           | -           | 6      | 0      |        |
| Totale VVV-Venlo | Totale VVV-Venlo | Totale VVV-Venlo | 60+1       | 2          |                 | 1               | 0               |                    | -                  | -                  |             | -           | -           | 62     | 2      |        |
| Totale carriera  | Totale carriera  | Totale carriera  | 152+3      | 3          |                 | 6               | 0               |                    | -                  | -                  |             | -           | -           | 161    | 3      |        |

## Palmarès

### Club

#### Competizioni nazionali
- Eerste Divisie: 1

VVV-Venlo: 2016-2017